# Stenohippus xanthus
Stenohippus xanthus är en insektsart som först beskrevs av Heinrich Hugo Karny 1907.  Stenohippus xanthus ingår i släktet Stenohippus och familjen gräshoppor. Inga underarter finns listade i Catalogue of Life.